# Laura Boldrini
Laura Boldrini (Macerata, 28 aprile 1961) è una politica italiana ed ex funzionaria dell'ONU, deputata alla Camera dal 2013.
Dopo una lunga carriera presso la FAO e il Programma alimentare mondiale a Roma, nel 1998 viene nominata portavoce per il Sud Europa dell'Alto commissariato delle Nazioni Unite per i rifugiati, svolgendo in tale ruolo missioni in diverse parti del mondo.
Nel 2013 lascia la carriera internazionale, entra in politica e viene eletta alla Camera dei deputati con Sinistra Ecologia Libertà. Il 16 marzo dello stesso anno è eletta Presidente della Camera dei deputati nella XVII legislatura, incarico terminato nel 2018. Viene rieletta deputata nel 2018 nelle liste di Liberi e Uguali, formazione che lascia nel 2019 per approdare da indipendente nel gruppo parlamentare del Partito Democratico.

## Biografia
Figlia primogenita di un avvocato e di un'insegnante d'arte, entrambi di Matelica, trascorre infanzia e parte dell'adolescenza nella campagna di Jesi, in provincia di Ancona, dove frequenta la scuola elementare insieme alla sorella e ai tre fratelli minori. Dopo gli anni delle medie la famiglia si trasferisce a Jesi, dove Laura si maturerà al liceo classico.
Nell'estate del 1981 decide di andare a lavorare per tre mesi in Venezuela in una piantagione di riso, per poi intraprendere un viaggio per l'America Centrale, passando per Panama, Costa Rica, Nicaragua, Honduras, Guatemala, Messico e Stati Uniti, fino a New York. Da allora decide di scindere in due gli anni dell'Università, dedicando sei mesi allo studio e gli altri sei al viaggiare: visita così il sud-est asiatico, l'Africa, l'India, il Tibet.
Si laurea in giurisprudenza presso l'Università di Roma "La Sapienza" nel 1985 con una tesi sul diritto di cronaca. Nel frattempo, dal gennaio 1983 al dicembre 1986, lavora per l'Agenzia Italiana Stampa e Emigrazione (AISE). Giornalista pubblicista, iscritta all'Albo dal 2 dicembre 1986, tra il febbraio 1987 e l'agosto 1988 è impiegata alla Rai con contratti a tempo determinato in vari programmi televisivi e radiofonici, nel settore della produzione.

## Vita privata
È stata sposata con il giornalista Luca Nicosia, dal matrimonio è nata nel 1993 la sua unica figlia, Anastasia. Si professa cattolica.

## Carriera lavorativa alle Nazioni Unite
Nel 1989, vinto un concorso per junior professional officer, comincia la carriera nelle agenzie delle Nazioni Unite lavorando per quattro anni alla FAO come addetta stampa, dove si occupa in particolare della produzione video e radio.
Dal 1993 al 1998 lavora presso il Programma alimentare mondiale come portavoce e addetta stampa per l'Italia. In quegli anni svolge ripetute missioni nell'ex Jugoslavia, nel Caucaso, in Afghanistan, Tagikistan, Mozambico e Iraq.
Dal 1998 al 2012 è portavoce per il Sud Europa dell'Alto commissariato delle Nazioni Unite per i rifugiati (UNHCR), per il quale prende parte a eventi pubblici sulle tematiche relative al diritto d'asilo, ai flussi migratori nel Mediterraneo e alle emergenze internazionali, tenendo conferenze e partecipando a seminari presso università e istituti di ricerca. Svolge missioni in diversi luoghi di crisi: Bosnia, Albania, Kosovo, Pakistan, Afghanistan, Sudan, Caucaso, Angola, Zambia, Iran, Giordania, Tanzania, Burundi, Ruanda, Sri Lanka, Siria, Malawi, Yemen.
Riceve diversi riconoscimenti, tra i quali la medaglia ufficiale della Commissione nazionale per la parità e le pari opportunità tra uomo e donna (1999), il titolo di cavaliere dell'Ordine al merito della Repubblica italiana (2004), il Premio Consorte del Presidente della Repubblica (2006) e il Premio giornalistico alla carriera Addetto stampa dell'anno del Consiglio nazionale dell'Ordine dei Giornalisti (2009). Inoltre, per le sue attività svolte al servizio dell'ONU, nel 2006 è stata premiata a San Ginesio come Fornarina 2006, riconoscimento donato dalla Confraternita del Sacro Cuore di Gesù alle donne che si distinguono nella società per le loro attività.
Il settimanale Famiglia Cristiana, nel numero 1 del 2010, la indica quale "italiana dell'anno 2009", in ragione del «costante impegno, svolto con umanità ed equilibrio, a favore di migranti, rifugiati e richiedenti asilo» della «dignità e […] fermezza mostrate nel condannare […] i respingimenti degli immigrati nel Mediterraneo effettuati nell'estate del 2009».

## Autrice
Nell'aprile 2010 pubblica per Rizzoli Tutti indietro, un libro in cui racconta la propria esperienza nelle crisi umanitarie, oltre che l'Italia della solidarietà, di chi rischia la vita per salvare i naufraghi che arrivano dalle coste africane e di chi lavora per realizzare l'integrazione di immigrati e rifugiati. I ricavati delle vendite a lei destinati sono devoluti per borse di studio a ragazzi afghani giunti in Italia senza genitori.

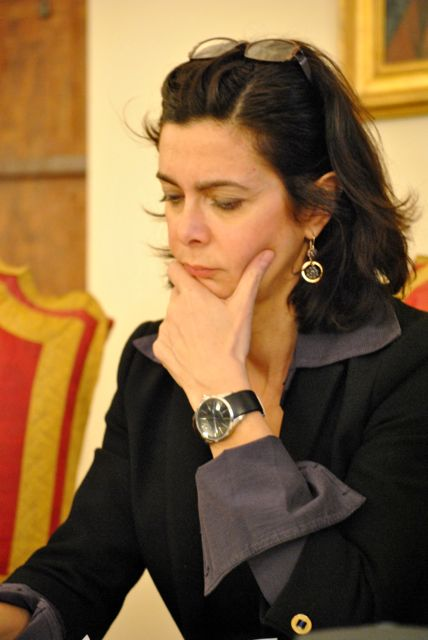
Al festival del giornalismo di Perugia nel 2012

Il 20 marzo 2013 viene pubblicato il suo secondo libro edito da Rizzoli, Solo le montagne non si incontrano mai. Storia di Murayo e dei suoi due padri, dove racconta di una bambina somala gravemente ammalata portata in Italia da un militare italiano nel 1994, che dopo quattordici anni riconosce il padre naturale in una puntata di Chi l'ha visto?. Incoraggiata dalla sua famiglia siciliana, Murayo contatta il padre che, con l'aiuto di Laura Boldrini, rivedrà in Kenya.
Nel marzo 2015 viene pubblicato il suo terzo libro, edito da Giulio Einaudi Editore, Lo sguardo lontano, nel quale racconta i primi due anni a Montecitorio. I ricavati delle vendite a lei destinati sono stati devoluti per borse di studio.
Nel marzo 2017 esce per Marsilio il suo quarto libro, La comunità possibile. Una nuova rotta per il futuro dell'Europa, in cui analizza criticità e potenzialità del percorso di integrazione europea.
Nel 2021 escono tre nuovi libri di Laura Boldrini: Le donne di Minsk. La rivolta pacifica per la democrazia in Bielorussia, scritto con Lia Quartapelle e pubblicato da Infinito Edizioni; Questo non è normale. Come porre fine al potere maschile sulle donne, pubblicato da Chiarelettere; e Una storia aperta. Diritti da difendere, diritti da conquistare, pubblicato dalle Edizioni Gruppo Abele.
Nel 2022 esce per Piemme la sua ultima pubblicazione, Meglio di ieri. La malattia e quell'inguaribile voglia di vivere, dove Laura Boldrini racconta i giorni in cui, dopo alcuni accertamenti, le viene diagnosticato un condrosarcoma al femore, un tumore osseo raro e maligno.
Fino alla sua elezione a Presidente della Camera dei deputati, Boldrini ha scritto in diverse riviste e ha tenuto un blog sul sito del quotidiano la Repubblica (Popoli in fuga) e uno su The Huffington Post Italia.

## Carriera politica
Alle elezioni politiche del 2013 Laura Boldrini viene candidata alla Camera dei deputati come indipendente nelle liste di Sinistra Ecologia Libertà, venendo indicata come capolista nelle circoscrizioni Sicilia 1, Sicilia 2 e Marche. Risultata contemporaneamente eletta in tutte e tre le circoscrizioni, opta per la Sicilia 2. Successivamente alla Camera dei deputati si iscrive al gruppo parlamentare di Sinistra Ecologia Libertà.

### Presidente della Camera

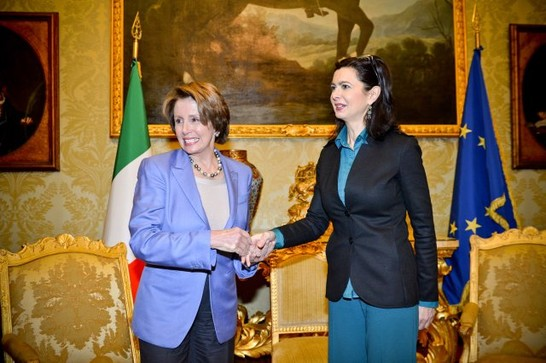
Laura Boldrini con la sua omologa statunitense Nancy Pelosi l'indomani della sua elezione a Presidente della Camera.

Il 16 marzo 2013, a sorpresa, viene eletta Presidente della Camera dei deputati, ottenendo 327 voti su 618 votanti. È la terza donna, dopo la comunista Nilde Iotti (1979-1992) e la leghista Irene Pivetti (1994-1996), a ricoprire questo ruolo. Come primo gesto, decide di ridurre il proprio stipendio e il numero di componenti del proprio staff, oltre che di rinunciare all'alloggio ufficiale e ad altri benefit previsti per la sua carica istituzionale.

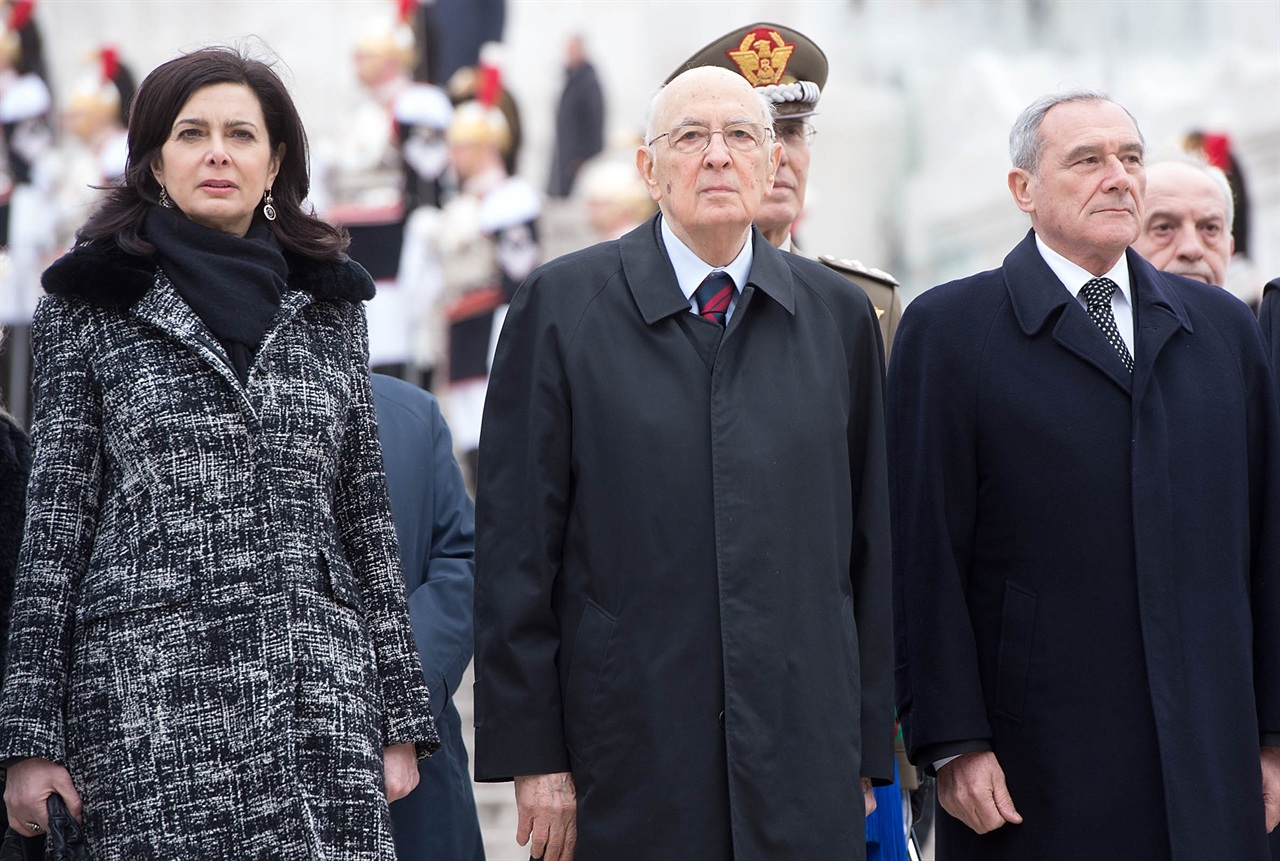
I presidenti della Camera Laura Boldrini (a sinistra) e del Senato Pietro Grasso, con il presidente della Repubblica Giorgio Napolitano (al centro).

Il 12 aprile 2013 svolge una visita istituzionale alla Comunità ebraica di Roma. In quell'occasione, discute della necessità di «ripristinare il rigore della legge Mancino» a proposito dell'istigazione al razzismo, all'antisemitismo e all'odio razziale sul web. Nel giro di poche ore, prende avvio un attacco violento nei suoi confronti: diversi indirizzi web, tutti riconducibili alla destra più estrema, diffondono contenuti che incitano all'odio contro di lei.
Il 22 giugno 2013 prende parte al Gay Pride Nazionale, svoltosi a Palermo.
Il 2 agosto dello stesso anno, in occasione del trentatreesimo anniversario della Strage di Bologna, sale sul palco della città per un discorso commemorativo. In ciascun anno del proprio mandato, ogni 25 Aprile, è stata presente a cerimonie commemorative della liberazione dal nazifascismo: a Milano, a Marzabotto, a Casa Cervi a Gattatico (RE), a Genova, a Bologna. Il 16 aprile 2015, alla presenza del Presidente della Repubblica Sergio Mattarella, in occasione del settantesimo anniversario della Liberazione, organizza una celebrazione che vede l'aula della Camera riempirsi di partigiani e partigiane. Partecipa, inoltre, a diversi eventi legati alla Festa del Lavoro del Primo Maggio, i più significativi dei quali si svolgono a Portella della Ginestra (2013) e a Mesagne (2016), in provincia di Brindisi, dove incontra le braccianti vittime del caporalato proprio mentre il Parlamento inizia a discutere la legge contro questo fenomeno che la Camera voterà a ottobre di quell'anno.

Il 25 novembre 2017, in occasione della Giornata internazionale per l'eliminazione della violenza contro le donne, 1400 donne accolgono l'invito di Laura Boldrini a partecipare all'evento "In quanto donna" riempiendo l'Aula della Camera e varie sale di Montecitorio, dando spazio alle voci di quante, fra loro, combattono quotidianamente la violenza in ogni suo aspetto e anche alle tante storie di riscatto. 

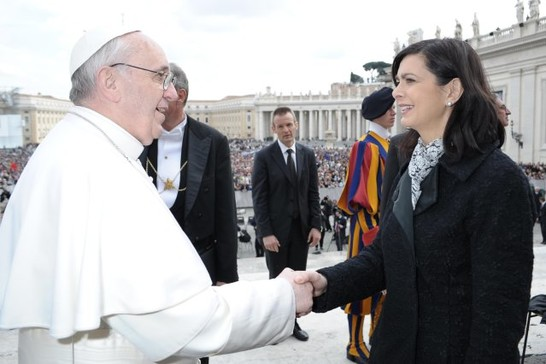
Laura Boldrini con papa Francesco

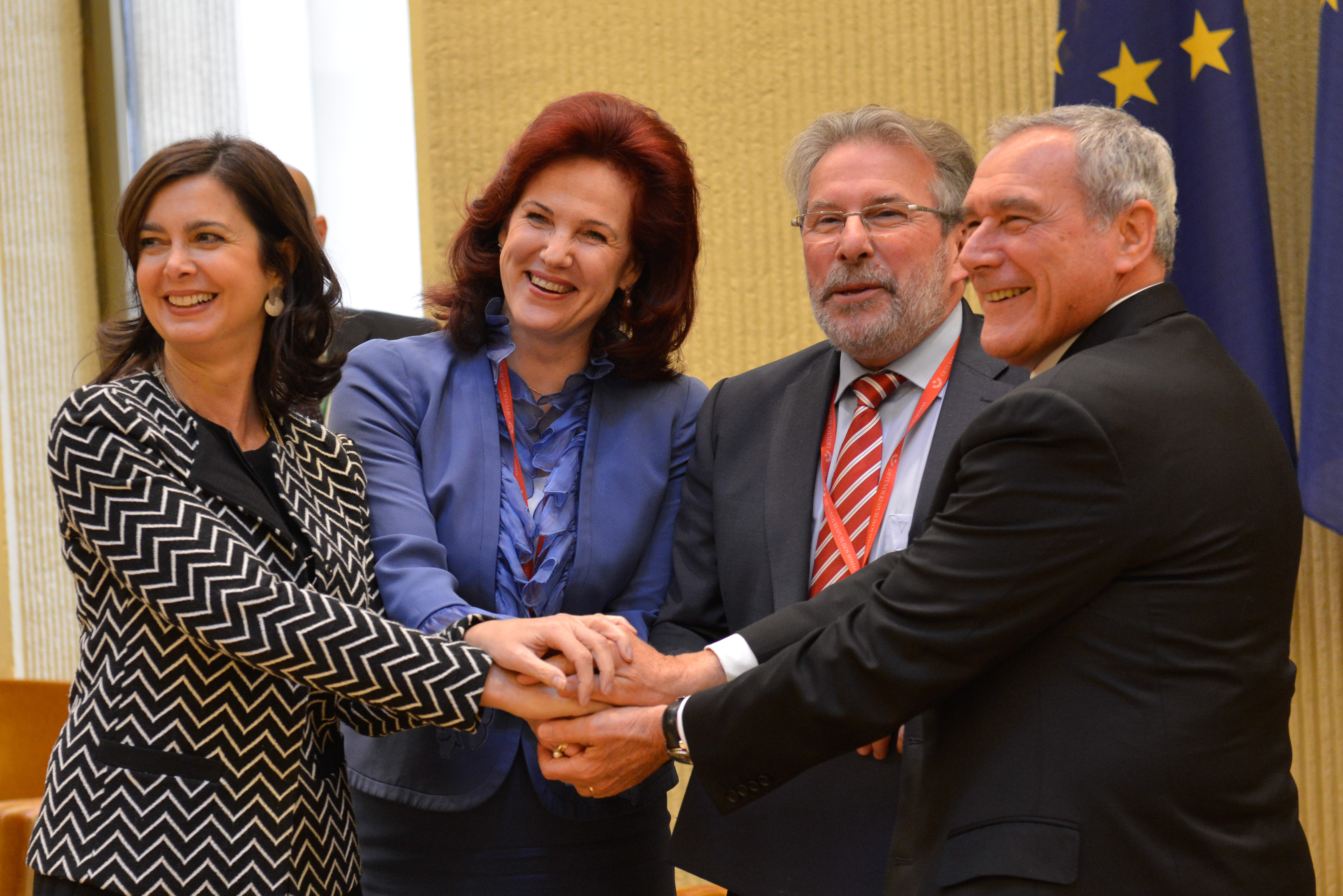
Laura Boldrini con Solvita Āboltiņa, Mars Di Bartolomeo e Pietro Grasso nel 2014.

Boldrini ha caratterizzato il proprio mandato con azioni innovative su vari fronti: questioni sociali e di genere, disuguaglianze e periferie, risparmi e trasparenza. Ha istituito due commissioni di studio, composte da deputati, esperti, rappresentanti di organismi sovranazionali e associazioni: la "Commissione internet" che ha adottato la Dichiarazione sui diritti e i doveri in internet  e la "Commissione Jo Cox" sull'intolleranza, la xenofobia, il razzismo e i fenomeni di odio.
Ha inoltre introdotto il linguaggio di genere negli atti e nei lavori della Camera, istituito l'Intergruppo delle deputate per le Donne, i Diritti e le Pari opportunità. Nel 2016 ha inaugurato la "Sala delle donne" a Montecitorio, uno spazio creato per ricordare e onorare le prime donne delle istituzioni. Ha poi introdotto un codice di condotta per i parlamentari, una regolamentazione per le attività di lobbying, abolito i vitalizi per gli ex parlamentari condannati per reati gravi e operato per la desecretazione di atti di commissioni parlamentari d'inchiesta su eventi drammatici della storia del Paese, come quelli, ad esempio, sull'Armadio della Vergogna e sull'omicidio di Ilaria Alpi e Miran Hrovatin.
Ha dedicato un forte impegno al rilancio del progetto europeo, promuovendo nel 2015 la Dichiarazione Più integrazione europea: la strada da percorrere, sottoscritta da quindici presidenti di Camere.
Il 3 marzo 2017 lascia il gruppo parlamentare Sinistra Italiana - Sinistra Ecologia Libertà (di cui faceva parte in qualità di indipendente dall'inizio della legislatura) e passa al gruppo misto.

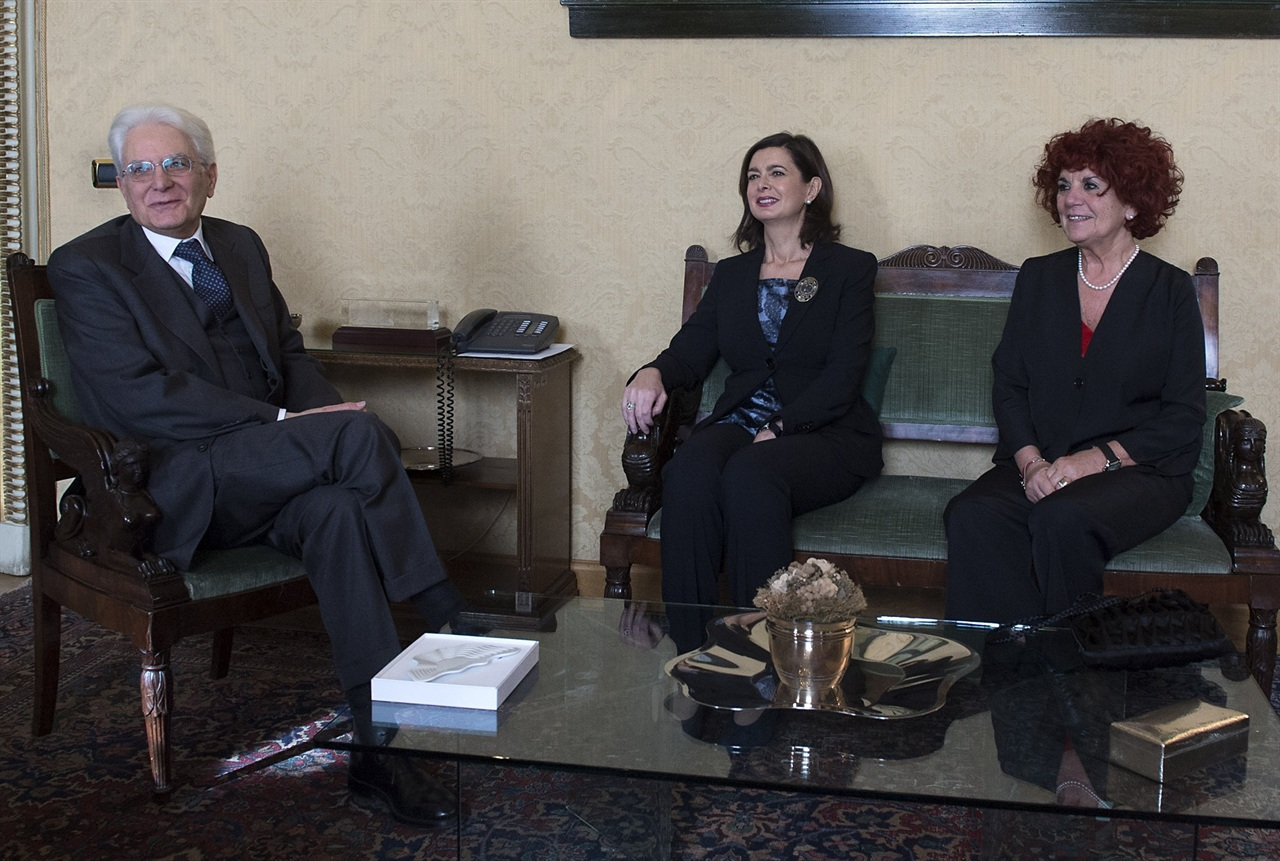
Laura Boldrini con Valeria Fedeli, presidente vicaria del Senato, e il neoeletto Sergio Mattarella in occasione della comunicazione ufficiale della sua elezione a Presidente della Repubblica nel 2015.

### In LeU, Futura e PD
Alle elezioni politiche del 2018 Laura Boldrini viene rieletta deputata nelle liste di Liberi e Uguali, nella circoscrizione Lombardia 1. Nel luglio 2018 partecipa alla nascita dell'associazione politica Futura, di cultura progressista, femminista e ambientalista, di cui diviene presidente onoraria. Alle elezioni europee del 2019 dichiara il suo voto per il Partito Democratico. Il 24 settembre 2019 lascia LeU e aderisce da indipendente al gruppo parlamentare del PD.
Il primo giorno di legislatura, Boldrini presenta tre proposte di legge: riforma della cittadinanza (ius soli), possibilità di attribuire il cognome materno ai figli, contrasto di omofobia, transfobia e misoginia (poi confluita nella proposta di legge Zan, approvata dalla Camera dei deputati il 4 novembre 2020). Successivamente, ne presenta altre cinque: piano straordinario per l'occupazione e l'imprenditoria femminile, contrasto del revenge porn, ratifica della Convezione ILO contro le molestie sul lavoro (approvata all'unanimità sia dalla Camera sia dal Senato), prevenzione e contrasto della diffusione di manifestazioni d’odio mediante la rete internet, modifiche al codice civile e altre disposizioni in materia di affidamento e ascolto del minore e di protezione da abusi e atti di violenza domestica.
Coordina l'Intergruppo della Camera per le Donne, i Diritti e le Pari opportunità.
Componente della III Commissione Affari Esteri della Camera, Boldrini presenta numerose interpellanze e interrogazioni in materia di diritti umani, di politica internazionale e di politiche di genere. A settembre 2020, insieme alla deputata Lia Quartapelle, vola a Vilnius per incontrare Svjatlana Cichanoŭskaja, sfidante di Aljaksandr Lukašėnka alle elezioni presidenziali del 2020 in Bielorussia e leader dell'opposizione al regime, con la quale avvia un rapporto di collaborazione su iniziative politiche a sostegno della protesta bielorussa. A tale scopo, coordina il Comitato Italiano per la democrazia in Bielorussia, composto da altre deputate e deputati, da membri dei sindacati e da associazioni che si occupano di diritti umani e civili. A ottobre 2020 organizza una visita a Minsk, per partecipare alle manifestazioni e per incontrare esponenti del movimento e dell’opposizione; ma la sua visita viene impedita dalle autorità bielorusse, che l'hanno dichiarata «persona non grata» e quindi, la mattina della partenza, non le consentono di imbarcarsi sull’aereo nonostante avesse già il posto assegnato sul volo Roma-Minsk.
Nel luglio 2020 è tra i 23 firmatari (tra cui l'ex presidente del PD Matteo Orfini, Giuditta Pini sempre del PD, Erasmo Palazzotto e Nicola Fratoianni di LeU, Riccardo Magi di +E) alla Camera contro il rinnovo del Memorandum Italia-Libia. Nell'agosto 2020, a poche settimane dal referendum costituzionale sul taglio del numero di parlamentari, Boldrini annuncia il suo voto contrario, in dissidenza con la linea ufficiale del suo partito e del segretario Nicola Zingaretti, schierati per il "Sì".
Il 29 aprile 2021, la Commissione Affari Esteri della Camera la nomina Presidente del Comitato permanente sui diritti umani nel mondo. Il 29 giugno 2023, nel corso della XIX Legislatura, Boldrini viene riconfermata nell'incarico.
Alle elezioni politiche del 25 settembre 2022 è candidata dal PD per la Camera dei deputati nel collegio plurinominale Toscana 02 come capolista della lista Partito Democratico - Italia Democratica e Progressista e viene eletta.
Il 28 gennaio 2023, in vista delle primarie del Partito Democratico, prende la tessera del partito aderendovi ufficialmente.
Il 17 ottobre 2023 ha presentato alla Camera da prima firmataria, assieme ai firmatari Nicola Fratoianni segretario di Sinistra Italiana e Riccardo Ricciardi in rappresentanza del Movimento 5 Stelle, una proposta di legge (l'ANPI ha contribuito alla stesura) per istituire la giornata del 19 febbraio come giornata della memoria per le vittime del colonialismo italiano; il giorno è stato scelto come data in ricordo della strage di Addis Abeba del 1937.
Boldrini sostiene il riconoscimento dello Stato di Palestina.

## Attacchi personali ricevuti
Il 31 gennaio 2014, Beppe Grillo condivide sul suo profilo Facebook un video, commentandolo con la domanda: "Cosa succederebbe se ti trovassi Boldrini in macchina?". Al post i follower di Grillo rispondono con copiosi commenti sessisti poi cancellati dallo staff del Movimento 5 Stelle, il quale successivamente emette un comunicato di dissociazione da questi ultimi. Tuttavia, tali commenti suscitano la reazione non solo di Laura Boldrini, ma di gran parte delle forze politiche.
Altrettanto vaste sono le reazioni politiche quando il leader della Lega, Matteo Salvini, durante un comizio a Soncino il 25 luglio 2016, espone sul palco una bambola gonfiabile accompagnando questo gesto con la frase: «C'è una sosia della Boldrini qui sul palco. Non so se sia già stata esibita…», e lanciando l'hashtag «#sgonfialaboldrini». Nello stesso periodo la Lega lancia lo slogan "risorse boldriniane", usandolo per indicare gli immigrati che delinquono, associandoli a Laura Boldrini. Contro questa campagna, Boldrini intraprende a dicembre 2020 una causa civile per risarcimento danni nei confronti di Matteo Salvini e della Lega.
Il 14 agosto 2017, a seguito dei crescenti commenti sessisti, di odio e delle minacce contro di lei che appaiono sui social, Laura Boldrini annuncia su Facebook: «d'ora in avanti farò valere i miei diritti nelle sedi opportune», dando così avvio a una serie di denunce, alcune delle quali arrivate a giudizio. Tra queste, la più nota è quella nei confronti del sindaco leghista di Pontinvrea Matteo Camiciottoli, il quale nel novembre 2017, nel commentare su Facebook l'arresto dell'accusato di una violenza sessuale a Rimini, aveva scritto: «Potremmo dargli gli arresti domiciliari a casa della Boldrini magari gli mette il sorriso». Nella sentenza di primo grado, emessa il 15 gennaio 2019, Matteo Camiciottoli viene condannato alla pena di ventimila euro di multa oltre al pagamento delle spese processuali. Il 2 novembre 2021, il GIP del Tribunale di Savona archivia il procedimento pendente nei confronti di Laura Boldrini a seguito delle querele presentate da Matteo Camiciottoli ampiamente stigmatizzando il comportamento dello stesso Camiciottoli.
Un'altra denuncia giunta a conclusione è quella nei confronti del quotidiano Il Giornale, diretto da Alessandro Sallusti, che nel settembre 2018 ha scritto che Laura Boldrini aveva "soffiato" il posto a un disabile sul volo Alitalia Roma-Genova. A seguito della denuncia, Il Giornale ammette la falsità di quanto affermato nell'articolo e il 17 dicembre 2020 pubblica una rettifica sulle sue pagine online.
Nell'ottobre 2022, il Tribunale di Trapani ha condannato l'attore romano Fabrizio Bracconeri per diffamazione aggravata nei confronti di Laura Boldrini, poiché in un tweet pubblicato nel 2018, strumentalizzando le sue posizioni in tema di politiche migratorie e di accoglienza, l'aveva accusata di essere la responsabile morale di alcuni efferati delitti commessi da immigrati irregolari fra cui l'omicidio della giovane Pamela Mastropietro.

## Controversie
A partire dall'agosto 2013, il Movimento 5 Stelle, nell'ambito della propria battaglia di opposizione, contesta Laura Boldrini per il suo operato come presidente della Camera, dapprima sulla presentazione prevista in aula per il 20 agosto del DL anti-femminicidio, poi sulla legge sull'omofobia e poi a fine gennaio 2014, in occasione del dibattito sul decreto IMU-Bankitalia, durante il quale Boldrini ha applicato un istituto noto come "ghigliottina", contenuto nel regolamento del Senato, ma mai applicato alla Camera, che consente di interrompere il dibattito parlamentare e passare direttamente alle votazioni per evitare la decadenza del decreto stesso.
Il 22 marzo 2021, Selvaggia Lucarelli, in un articolo su Il Fatto Quotidiano, rende pubbliche le accuse mosse nei confronti di Laura Boldrini da parte di sue ex collaboratrici. A questo articolo Boldrini risponde con alcune interviste, dichiarazioni e un post su Facebook, fornendo la propria versione dei fatti.
Il 21 dicembre 2021 Laura Boldrini, nella sua veste di Presidente del Comitato permanente della Camera sui diritti umani nel mondo, è oggetto di critiche da parte dell'ambasciata di Israele a Roma, per aver dato udienza a Montecitorio «a rappresentanti di organizzazioni non governative che secondo Israele sono parte dell'organizzazione terroristica Fronte popolare per la liberazione della Palestina (Fplp)». In un tweet, Boldrini dà la propria versione dei fatti e denuncia l'ingerenza da parte dell'ambasciata di Israele in Italia «nell'attività di un Parlamento sovrano», sottolineando che contro quelle Ong accusate di terrorismo il governo di Israele non ha mai fornito le prove richieste dai governi di Italia, Francia e Regno Unito, dal Dipartimento di Stato USA, dall'alto rappresentante per la politica estera e di sicurezza comune dell'UE, Josep Borrell, e dall'alta commissaria per i diritti umani delle Nazioni Unite, Michelle Bachelet. Nei giorni successivi, molte voci, anche internazionali, si levano a condanna di quanto accaduto e a sostegno di Boldrini. Il 28 dicembre 2021, attraverso una lettera aperta diffusa a mezzo stampa, a Laura Boldrini giunge la solidarietà di 14 personalità israeliane – fra cui ex presidenti ed ex membri della Knesset, ex ambasciatori, ex presidenti della Corte Suprema di Israele – che deplorano e condannano fermamente la «campagna di diffamazione contro la deputata», affermando che quelle audite da Boldrini «sono due delle sei Ong palestinesi che il 19 ottobre il governo israeliano ha messo al bando come organizzazioni terroristiche pur non presentando alcuna prova concreta e credibile a sostegno». I 14 firmatari israeliani parlano di «criminalizzazione motivata politicamente», allo scopo di «distruggere e privare dei finanziamenti le Ong per i diritti umani che sono dedicate alla resistenza non violenta contro l’occupazione israeliana difendendo i diritti umani dei palestinesi». L'11 gennaio 2022, anche i deputati della Lista Comune della Knesset pubblicano una lettera aperta di solidarietà a Laura Boldrini e di condanna dell'ennesimo attacco contro le Ong palestinesi.
Nel 2022, Boldrini rilancia sui social un video che circolava in rete, montato ad arte per alimentare fake news sul neoeletto Presidente della Camera dei deputati, Lorenzo Fontana. Successivamente lo rimuoverà, scusandosene, pur ribadendo il giudizio negativo nei confronti del politico leghista.

## Opere
- Tutti indietro, Milano, Rizzoli, 2010, ISBN 978-88-17-03990-1.
- Solo le montagne non si incontrano mai. Storia di Murayo e dei suoi due padri, Milano, Rizzoli, 2013, ISBN 978-88-586-4347-1.
- Lo sguardo lontano, collana Einaudi. Stile libero extra, Torino, Giulio Einaudi Editore, 2015, ISBN 9788806225445.
- La comunità possibile. Una nuova rotta per il futuro dell'Europa, Marsilio, 2017, ISBN 978-88-317-2738-9.
- Le donne di Minsk. La rivolta pacifica per la democrazia in Bielorussia, con Lia Quartapelle, Infinito Edizioni, 2021, ISBN 978-8868615482.
- Questo non è normale. Come porre fine al potere maschile sulle donne, Chiarelettere, 2021, ISBN 978-8832964370.
- Una storia aperta. Diritti da difendere, diritti da conquistare, Edizioni Gruppo Abele, 2021, ISBN 978-8865792544.
- Meglio di ieri. La malattia e quell'inguaribile voglia di vivere, Piemme, 2022, ISBN 978-88-566-8451-3.

## Onorificenze

### Premi e riconoscimenti
- Fornarina 2003 (San Ginesio)[17]
- Italiana dell'anno 2009 (Famiglia Cristiana, n. 1/2010) con dedica in copertina.[4][94]

- Premio giornalistico alla carriera Addetto stampa dell’anno del Consiglio nazionale dell’Ordine dei Giornalisti (2009)[95]
- Premio «Renato Benedetto Fabrizi» dell’ANPI (2011)[95]
- Premio «Le città delle donne» (2021).[96]